# معركة الريدانية
وقعت معركة الريدانية بتاريخ 29 ذي الحجة سنة 922 الموافق 22 يناير 1517 م، بين طومان باي والسلطان سليم الأول العثماني والتي انتهت بهزيمة طومان باي وإعدامه على باب زويلة.
وإنهاء حكم المماليك وبداية السيطرة العثمانية على مصر.

## البداية
بعد أن انهى السلطان سليم فتح الشام والانتصار الذي حققه سنان باشا على جان بردي الغزالي في خان يونس، بدأ التقدم باتجاه مصر.
لكنه، وقبل التوجه إلى مصر، أرسل السلطان سليم رسولا إلى الزعيم الجديد للمماليك طومان باي يطلب منه الخضوع له والطاعة للدولة العثمانية وذكر اسمه بالخطبة وعرض عليه أن تكون مصر له بدءا من غزة ويكون هو واليا عليها من قبل السلطان العثماني على أن يرسل له الخراج السنوي لمصر وحذره من الوقوع فيما وقع فيه سلفه قانصوه الغوري. بدا طومان باي قابلاً للعرض خصوصاً مع ضياع معظم الجيش في معركة مرج دابق لكن أتباعه الجراكسة غضبوا وقتلوا الرسل مجبرين إياه على محاربة العثمانيين .

## التوجه إلى مصر
بعد حادثة مقتل الرسل، قرّر السلطان سليم الأول التوجه بجيشه صوب مصر بجيش مقداره مائة وخمسون ألف مقاتل وصحبة كثير من المدافع مجتازا الصحراء مع جيشه، حيث وصل السلطان منطقة العريش بتاريخ 17 ذي الحجة 922 الموافق 11 يناير 1517 قاطعا صحراء فلسطين. أثناء ذلك، حثَّ طومان باي أصحابه على التجمع لمواجهة العثمانيين هناك حيث يكون عبور الصحراء قد أنهك العثمانيين واستنفذ مياههم، لكنه واجه تخاذل أتباعه واتكالهم على الدفاعات الحصينة في الريدانية، لدرجة أن بعضهم كان يبقى في المعسكر نهاراً ليكون أمام طومان باي ثم يرجع ليلاً إلى بيته في القاهرة. و قد نزلت الأمطار على أماكن سير الحملة مما يسّر على الجيش العثماني قطع الصحراء الناعمة الرمال وذلك بعد أن جعلتها الأمطار الغزيرة متماسكة، الأمر الذي سهل اجتيازها . وصل السلطان سليم الأول منطقة الصالحية مع جيشه بتاريخ 22 ذي الحجة بعد عبوره الصحراء بخمسة أيام
تعرض الجيش العثماني إلى غارات البدو أثناء اجتيازه للصحراء حيث كان السلطان المملوكي يحث البدو على ذلك ويدفع مقابل كل رأس تركي وزنه ذهبا، الأمر الذي أدى إلى تواتر غارات البدو لدرجة أن الوزير الأعظم خشي حدوث معركة كبيرة كادت تودي بحياته هو الآخر

## المعركة
جمع طومان باي 90 ألف جندي نصفهم من أهالي مصر والنصف الآخر من العسكر المماليك وفي قول آخر كان عدد جيشه 70 ألف مقاتل. وقد استقدم 200 مدفع مع مدفعين من الفرنجة ووضعها في الريدانية والهدف منها هو مباغتة العثمانيين عند مروره والانقضاض عليه وحُفرت الخنادق وأقيمت الدشم لمئة مدفع وكذلك الحواجز المضادة للخيول على غرار ما فعله سليم الأول في معركة مرج دابق ولكن استخبارات العثمانيين تمكنت من اكتشاف خطة الجيش المصري حيث تمكن والي حلب المملوكي خاير بك والذي دخل بخدمة العثمانيين من تأمين خيانة صديقه القديم جان بردي الغزالي والذي كان على خلاف مع السلطان طومان باي وهو الذي أشار على السلطان سليم بالالتفاف على جيش المماليك. وقد علم طومان باي بالخيانة بعد فوات الأوان وتردد بمعاقبته خوفا من أن يدب الخلل في صفوف الجند.

قام السلطان العثماني بعملية تمويهية بعد اكتشافه للخطة المصرية، بأن أظهر نفسه سائرا نحو العادلية على الطريق للريدانية ولكنه التف وبسرعة حول جبل المقطم ورمى بكل ثقله على المماليك بالريدانية من الخلف وكانت تلك حيلة جان بردي الغزالي الذي أبلغ خاير بك ذلك، فوقعت المواجهة بتاريخ 29 ذي الحجة 922 الموافق 22 يناير 1517.

### ما قاله ابن اياس
يقول ابن اياس بكتابه (بدائع الزهور في وقائع الدهور): وصلت طلائع عسكر ابن عثمان عند بركة (الحاج) بضواحي القاهرة، فاضطربت أحوال العسكر المصرية، وأغلق باب الفتوح وباب النصر وباب الشعرية وباب البحر.. وأغلقت الأسواق، وزعق النفير، وصار السلطان طومان باي راكبا بنفسه وهو يرتب الأمراء على قدر منازلهم، ونادى للعسكر بالخروج للقتال، وأقبل جند ابن عثمان كالجراد المنتشر، فتلاقى الجيشان في أوائل الريدانية، فكان بين الفريقين معركة مهولة وقتل من العثمانية ما لا يحصى عددهم. ويستطرد ابن إياس فيقول: (ثم دبت الحياة في العثمانية، فقتلوا من عسكر مصر ما لا يحصى عددهم). انتهى كلام ابن اياس. 

استمرت المعركة الضارية بين العثمانيين والمماليك ما بين 7-8 ساعات وانتهت بهزيمة المماليك وفقد العثمانيون خيرة الرجال منهم سنان باشا الخادم وقد قتل بيد طومان باي الذي قاد مجموعة فدائية بنفسه واقتحم معسكر سليم الأول وقبض على وزيره وقتله بيده ظناً منه أنه سليم الأول. وأيضا فقد من القادة العثمانيين وأمراء الجيش بسبب الشجاعة المنقطعة للمماليك ولكنهم لم يستطيعوا مواجهة الجيش العثماني لمدة طويلة فقد خسر المماليك حوالي 25 ألف قتيل بفضل مدفعية العثمانيين واستخدامهم المكثف للبنادق، وفرَّ طومان باي من المعركة ودخل العثمانيون العاصمة المصرية وقد استغرق منهم الكثير من الوقت والرجال حتى استكملوا سيطرتهم بالكامل على القاهرة.

## المكان الجغرافي
الريدانية (القاهرة) هي مكان بجوار الصحراء ينسب لريدان الصقلي ابن عم جوهر الصقلي من العصر الفاطمي. ومكانه الحالي حي العباسية وجزء من الوايلي الصغير وجزء من حي مصر الجديدة.

## أسباب هزيمة المماليك
يرجع الفضل للنصر للعثمانيين على المماليك بعقر دارهم مع أن المماليك رجال حرب وشجعان إلى الأسباب التالية:
- تحول ولاءات بعض القادة المماليك إلى السلطان سليم، كـخاير بك وجان بردي الغزالي الذي أعطى معلومات مهمة جدا لخطط المماليك للعثمانيين فكوفئ بحكم دمشق.
- تفوق العثمانيين في الأسلحة الحديثة والمدافع والخطط الحربية:

1- اعتمد الأتراك على الأسلحة النارية على عكس المماليك الذين ظل اعتمادهم على السيف والرمح، ومن الطريف أن المماليك عرفوا الأسلحة النارية قبل العثمانيين بمقدار ستون عاما ومتأخرين عن أوروبا بأكثر من 40 عاما، ولكنهم لم يستغلوا تلك المعرفة بحكم أن ذلك يتطلب تعديلا جذريا بتنظيم الجيش وأساليبه القتالية، مما يحوله إلى جيش مشاة ويلغي الفروسية والسهم والسيف والخيل.
2- سلاح المدفعية العثماني يعتمد على مدافع خفيفة يمكن تحريكها بجميع الاتجاهات على عكس المدفعية المملوكية والتي تعتمد على مدافع ضخمة لا تتحرك. وهذا مما حيَد مدافع المماليك عند التفاف العثمانيين عليهم بتلك المعركة.